# Vărbino, Silistra
Vărbino (în bulgară Върбино, în română Sucuiugiuc) este un sat în comuna Dulovo, regiunea Silistra, Dobrogea de Sud, Bulgaria.  
Între anii 1913-1940 a făcut parte din plasa Accadânlar a județului Durostor, România.

## Demografie
Componența etnică a satului Vărbino
     Bulgari (95,23%)
     Nicio identificare (4,76%)
     Altele (0%)
La recensământul din 2011, populația satului Vărbino era de 63 locuitori. Din punct de vedere etnic, majoritatea locuitorilor (95,23%) erau bulgari. Pentru 4,76% din locuitori nu este cunoscută apartenența etnică.